# Anja Obradović
Anja Obradović –en serbio, Ања Обрадовић– (24 de enero de 2000) es una deportista serbia que compite en judo. Ganó una medalla de bronce en el Campeonato Mundial de Judo de 2021, en la categoría de –63 kg.

## Palmarés internacional
| Campeonato Mundial | Campeonato Mundial | Campeonato Mundial | Campeonato Mundial |
| Año                | Lugar              | Medalla            | Categoría          |
| ------------------ | ------------------ | ------------------ | ------------------ |
| 2021               | Budapest (Hungría) | Medalla de bronce  | –63 kg             |